# پاتریتسیا ولنی
پاتریتسیا وُلنی (لهستانی: Patrycja Volny؛ زادهٔ ۵ فوریهٔ ۱۹۸۸) بازیگر اهل لهستان است. وی از سال ۲۰۱۲ میلادی تاکنون مشغول فعالیت بوده‌است.
از فیلم‌ها یا مجموعه‌های تلویزیونی که وی در آن‌ها نقش داشته‌است، می‌توان به صد سال خاندان وینیخ، ۱۹۸۳ و ردپا اشاره نمود.